# Polemic (magazine)
Polemic était un « magazine de philosophie, de psychologie et d'esthétique » britannique publié entre 1945 et 1947, qui se voulait un périodique intellectuel généraliste ou non spécialisé.
Édité par l'ex-communiste Humphrey Slater (en), il était « sympathique à la science, hostile aux manifestations intellectuelles du romantisme et nettement anti-communiste ». Huit numéros ont été publiés. Le premier, publié sous forme de livre pour contourner l'interdiction de nouvelles revues imposée par le rationnement du papier en temps de guerre, comprenait des contributions de Henry Miller, Bertrand Russell, AJ Ayer, Stephen Spender, Stephen Glover, George Orwell, CEM Joad et Rupert Crawshay- Williams.
Orwell publie cinq essais au cours de la vie du magazine tandis que Russell et Ayer en ont édité quatre chacun. Parmi les autres contributeurs figuraient Philip Toynbee, Hugh Trevor-Roper, Dylan Thomas, Diana Witherby, Stuart Hampshire, Geoffrey Grigson, Ben Nicholson, Adrian Stokes, JD Bernal, CH Waddington et John Wisdom.

## Essais d'Orwell
- « Notes sur le nationalisme » (Polémique, n° 1 - octobre 1945 - rédigé en mai 1945)[4].
- « La Prévention de la littérature » (Polémique, n° 2 - janvier 1946)[5].
- « Second Thoughts on James Burnham » (Polémique, n° 3 - mai 1946)[4].
- « Politique contre . Littérature : examen des voyages de Gulliver » (Polémique, n° 5 - septembre-octobre 1946)[4]
- « Lear, Tolstoï et le fou » (Polémique, n° 7)[4].
- Orwell a également contribué un éditorial (non signé) à (Polémique, n° 3 - mai 1946)[4].

## Essais d'Ayer
- 'Deistic Fallacies', Polémique, non. 1. (1945)[6],[7].

- 'Séance secrète' (sur J.-P. Sartre ), Polémique, no. 2, p. 60~3. (1945)[8].
- « Liberté et nécessité », Polémique, no. 5, p. 36~44. (1946) (repr. dans Essais philosophiques, 1954][6].
- « Les prétentions de la philosophie », in Polémique, no. 7, pp. 18~33 (1947) [repr. dans Réflexions sur notre époque , 1949)[6].